# 조커 (페르소나 시리즈)
아마미야 렌(일본어: 雨宮 蓮) 또는 괴도명 조커(일본어: ジョーカー, Joker)는 2016년 아틀러스의 롤플레잉 비디오 게임 《페르소나 5》의 주인공이다. 조커는 부패한 정치인 때문에 폭행죄로 부당하게 고발되어 퇴학당한 고등학교 2학년 학생이다. 퇴학 이후 고향을 떠나 도쿄도에 사는 가족의 친지와 함께 살면서 1년간의 보호관찰을 받게 된다. 새로운 학교로 전학 온 조커는 다른 학생과 함께 "페르소나"라는 초자연적인 힘을 각성한다.
이 능력을 발견한 직후, 조커를 리더로 하여 페르소나를 각성한 학생이 모여 마음의 괴도단이라는 자경단을 결성한다. 이들은 인류의 잠재의식적인 욕망이 물리적으로 구현된 영역인 일종의 메타버스인 "팰리스"를 탐험하며, 사람들의 악의를 훔쳐가 범죄에 대해 반성하고 책임지도록 마음을 변화시킨다.
조커는 여러 시리즈의 스핀오프 미디어에 등장하며, 시리즈 외 다른 게임에서도 카메오로 출연했다. 예를 들어 크로스오버 격투 게임 《슈퍼 스매시브라더스 얼티밋》과 카트 경주 게임 《소닉 레이싱: 크로스월드》의 플레이 가능한 캐릭터로 등장한다. 조커는 페르소나 시리즈의 아티스트 소에지마 시게노리가 디자인했으며, 일본어 성우는 후쿠야마 준이, 영어 성우는 잰더 모버스가 맡았다. 또한 페르소나 5의 각색 드라마에서는 배우 이노 히로키가 연기했다. 조커에는 공식적으로 게임사가 붙인 본명이 있지만, 실제 게임 내에서는 사용자가 자유롭게 이름을 설정할 수 있다.

## 개발과 디자인
조커는 2016년 비디오 게임 페르소나 5를 위해 아티스트 소에지마 시게노리가 만든 십대 남성 캐릭터이다. 게임에서 조커는 일본 내각의 영향력 있는 정치인인 시도 마사요시가 여성 부하직원을 희롱하는 것을 목격한 후 폭행죄로 기소된 고등학교 2학년 학생이다. 시도가 술에 취해 넘어져 머리를 다치자, 시도가 조커에게 책임을 전가하고 부하직원에게 경찰에 조커가 자신을 밀었다고 증언하도록 강요한다. 법원 심리에서 조커는 1년간의 보호관찰을 받아야 하며, 현재의 전과로 그를 받아줄 도쿄의 슈진 고등학교로 전학을 가게 된다. 도쿄에 머무를 곳이 필요했던 조커의 부모님의 지인인 사쿠라 소지로는 자신의 카페인 르블랑에서 그를 재워주겠다고 제안한다.
슈진 고등학교에서 지내는 동안 조커와 다른 학생이 페르소나라는 초자연적인 힘을 각성하고 마음의 괴도단으로 알려진 자경단을 결성한다. 괴도단은 인류의 잠재의식적인 욕망이 물리적으로 구현된 초자연적인 영역인 "팰리스"를 탐험하여 어른의 마음에 있는 악의적인 마음을 가져가 변화시킨다. 조커는 게임 중 음성이 거의 없는 침묵하는 주인공이지만, 가끔 컷신과 전투 중에 짧은 문구를 말한다. 일본어 성우는 후쿠야마 준이, 영어 성우는 잰더 모버스가 맡았다. 후쿠야마는 캐릭터에 두 가지 다른 톤을 사용했으며 자신의 연기에 자부심을 느꼈다. 플레이어는 게임 중에서 괴도단의 코드네임인 '조커'의 본명을 자유롭게 선택할 수 있지만, 기타 여러 미디어 믹스에는 공식적으로 조커의 본명을 "아마미야 렌"이라고 부른다. "쿠루스 아키라"(来栖 暁)라는 이름도 페르소나 5의 일본 만화 각색작에 본명으로 사용했다. 아마미야는 애니메이션 프로듀서가 선택한 이름으로, 일본어로 연꽃비가 내리는 궁전을 의미하는 그의 전체 이름이 "아주 시적"이라고 생각했기 때문이다. 프로듀서는 애니메이션에서 조커의 캐릭터화를 재구성하는 것이 도전적이었지만, 마지막에 방영할 땐 성공했다고 덧붙였다.
조커는 마음의 괴도단의 리더이자 벨벳 룸에 접근할 수 있는 유일한 멤버이다. 조커는 "와일드 카드"를 가지고 있어 여러 페르소나를 보유하고 융합하여 더 강력한 페르소나를 만들 수 있다. 조커가 맨 처음으로 가지는 페르소나는 아르센이며, 페르소나 능력 외에도 칼과 권총으로 싸운다. 조커의 궁극 페르소나는 영지주의에서 악마에 해당하는 "사타나엘"이며, 칠죄종의 힘을 다룰 수 있는 신이다. 조커의 초기 페르소나는 원래 독일 악마 "메피스토펠레스"였으나, 게임 테마에 더 잘 어울리는 아르센으로 변경되었다. 조커를 창작할 때 주로 얻은 영감은 원조 아르센 뤼팽, 괴도 스무 얼굴, 이시카와 고에몬 3개이다. 프로듀서가 처음으로 그린 캐릭터 스케치는 2012년이다. 소에지마는 조커와 나머지 캐릭터가 게임의 테마를 제대로 반영할 수 있도록 게임 디렉터 하시노 카츠라와 긴밀하게 협력했다. 조커는 흐트러진 검은 웨이브 파마머리와 짙은 회색 눈을 가지고 있으며, 대부분의 캐주얼 및 교복 차림에는 검은 안경을 착용한다. 팰리스에서 조커의 의상은 벨 에포크 패션에서 영감을 받아 디자인한 스타일리시한 검은 트렌치코트, 가면무도회 마스크, 뾰족구두로 바뀐다.
페르소나 5의 주요 테마와 서사는 조커가 스스로 자신의 길을 선택하여 시작되는 범죄와 자경단에 초점을 맞추고 있으므로, 소에지마는 이를 전달하면서도 캐릭터가 플레이어가 선택하는 어떤 대화에도 어울리도록 해야 했다. 이러한 어려움 때문에 조커는 최적의 디자인을 찾기 위해 시행착오 과정을 거쳐 여러 디자인을 가졌다. "괴도"라는 전제가 픽션에서 흔한 고정관념이었기 때문에, 소에지마는 처음에는 조커와 게임의 나머지 주연 캐릭터를 소년 만화와 유사한 스타일로 그렸지만, 이러한 디자인은 시리즈의 현실적인 미학과 충돌하여 폐기되었다. 소에지마는 자신의 디자인을 흑표범에 비유했으며, 이는 《페르소나 4》의 주인공인 나루카미 유가 충성스럽고 성실한 개와 같은 이미지를 중심으로 디자인된 것과는 대조된다. 그는 괴도단 멤버가 이중생활을 하는 테마와 연결되는 디자인의 양면성을 강조한다. 조커의 제복 차림은 친절하고 시스템에 충성하는 사람이라는 인상을 주도록 의도되었지만, 그의 본성은 자유분방하고 반항적이며, 아무에게도 말하지 않고 계획을 세우는 유형의 사람이다.

## 등장
조커는 페르소나 5의 주인공인 플레이어 캐릭터로 등장했으며, 스핀오프 게임인 《페르소나 5 댄싱 스타 나이트》, 《페르소나 Q2 뉴 시네마 래버린스》, 《페르소나 5 스크램블》, 《페르소나 5 택티카》, 《페르소나 5: 더 팬텀 X》에도 출연했다. 또한 2018년 크로스오버 격투 게임 《슈퍼 스매시브라더스 얼티밋》에서 플레이 가능한 캐릭터로, 2019년 4월 다운로드 가능 콘텐츠(DLC)로 출시되었다. 그 외에도 《드래곤즈 도그마 온라인》, 《판타지 스타 온라인 2》, 《로드 오브 버밀리온 Re:3》, 《소닉 포시즈》, 《퍼즐앤드래곤》, 《그랑블루 판타지》, 《캐서린: 풀 보디》, 《스타 오션: 아남네시스》, 《어나더 에덴 시공을 넘는 고양이》, 《환영이문록♯FE》, 《소울 해커즈 2》, 《소닉 레이싱: 크로스월드》를 포함한 다른 페르소나 시리즈 외의 게임에서도 출연했다. 또한 일본 무대극 각색판에서 이노 히로키가 조커를 연기했다. 조커는 《페르소나 3 리로드: 아이기스 에피소드》에서 선택 가능한 히든 보스전으로 등장했다.

## 평가
조커에 대한 비평가의 평가는 긍정적이었으며, 조커의 팬 아트와 코스프레가 인기를 끌었다. 페르소나 5의 공개 이후, 일본 팬은 《해리 포터》 프랜차이즈의 주인공인 해리 포터와의 시각적 유사성 때문에 조커를 "포터"라고 불렀다. 닌텐도 크로스오버 격투 게임 《슈퍼 스매시브라더스 얼티밋》의 다운로드 가능 콘텐츠 (DLC) 캐릭터로 발표되었을 때, 슈퍼 스매시브라더스의 디렉터 사쿠라이 마사히로는 조커가 DLC에 대한 접근 방식을 상징한다고 말하며, 슈퍼 스매시브라더스 환경 내에서 "독특하고", "다르며", "재미있는" 캐릭터를 원했다고 덧붙였다. 얼티밋에서의 조커의 등장은 게임 저널리스트가 디테일의 수준과 페르소나 5로부터의 충실한 전환, 조커를 가지고 플레이하는 것이 얼마나 즐거웠는지에 주목하며 찬사를 받았다. 《애니메 뉴스 네트워크》의 평론가 케이틀린 무어는 애니메이션 각색에서 조커의 비교적 조용한 성격을 비판했다. 그럼에도 아케치 고로와의 관계는 칭찬했다. 《실리콘에라》에선 《잰더 모버스》에서 등장한 조커의 성우 연기를 칭찬했다.
입상 및 액션 피겨와 같은 조커의 다양한 상품도 출시되었다. 게임에서 조커가 사용하는 총을 기반으로 한 에어소프트 총이 2019년 4월 일본에서 출시되었다. 그의 괴도 의상과 여러 관련 액세서리는 일본 패션 브랜드 SuperGroupies에 의해 2019년 6월에 출시되었다. 조커의 Amiibo 피규어는 2020년 10월에 출시되었다.

## 내용주
1. ↑  렌(蓮, 연꽃), 아마(雨, 비), 미야(宮, 궁전)
2. ↑  "궁극의 페르소나"는 캐릭터의 최종적인 혹은 가장 강력한 페르소나이다.[13]